# Port lotniczy Tiepi
Port lotniczy Tiepi (kod IATA: TIE, kod ICAO: HATP) – etiopskie lotnisko obsługujące Tiepi.